# 巴尔铁拉
巴尔铁拉（西班牙語：Valtierra）是西班牙纳瓦拉的一个市镇。总面积50平方公里，总人口2410人（2001年），人口密度48人/平方公里。